# Thủy Đường
Thủy Đường là phường trung tâm cũ từng thuộc thành phố Thủy Nguyên, thành phố Hải Phòng, Việt Nam.

## Địa lý
Phường Thủy Đường có vị trí địa lý:
- Phía đông giáp phường An Lư
- Phía tây giáp phường Hoa Động và phường Thiên Hương
- Phía nam giáp phường Dương Quan
- Phía bắc giáp phường Hòa Bình và phường Trần Hưng Đạo.

Phường Thủy Đường có diện tích 9,87 km², dân số năm 2023 là 37.631 người, mật độ dân số đạt 3.812 người/km².

## Lịch sử
Trước năm 1945, địa bàn xã Thủy Sơn gắn liền với các làng Dực Liễn, Phù Liễn và Tam Sơn thuộc tổng Trịnh Xá.
Sau năm 1945, thành lập xã Thủy Đường trên cơ sở 6 thôn: Thủy Tú, Thủy Đường, Đông Môn, Lương Kê, Chiếm Phương, An Lư, chia tổng Trịnh Xá thành 3 xã: Kiền Bái, Thiên Hương, Tứ Dân. Trong đó: thành lập xã Tứ Dân trên cơ sở 3 thôn: Phù Liễn, Dực Liễn, Tam Sơn và khu phố Núi Đèo.
Năm 1948, sáp nhập thôn Dực Liễn của xã Tứ Dân vào xã Thiên Hương; sáp nhập 2 thôn: Phù Liễn, Tam Sơn vào xã Dương Quan; khu phố Núi Đèo do huyện trực tiếp quản lý; sáp nhập 3 thôn: Hà Luận, Hà Tây, Hà Phú vào xã Thủy Đường.
Giữa năm 1950, sáp nhập 3 thôn: Phù Liễn, Tam Sơn, Núi Đèo của xã Dương Quan vào xã Thiên Hương quản lý.
Năm 1955, thành lập xã An Trung trên cơ sở 3 thôn: An Lư, Hà Tây, Trung Mỹ của xã Thủy Đường.
Năm 1956, thành lập xã Thủy Sơn trên cơ sở 3 thôn: Phù Liễn, Dực Liễn, Núi Đèo của xã Thiên Hương.
Ngày 27 tháng 10 năm 1962, Quốc hội ban hành Nghị quyết về việc sáp nhập tỉnh Kiến An vào thành phố Hải Phòng. Khi đó, xã Thủy Sơn và xã Thủy Đường thuộc huyện Thủy Nguyên, thành phố Hải Phòng.
Ngày 18 tháng 3 năm 1986, Hội đồng Bộ trưởng ban hành Quyết định số 23-HĐBT về việc thành lập thị trấn Núi Đèo – thị trấn huyện lỵ của huyện Thủy Nguyên trên cơ sở tách 55,62 ha diện tích tự nhiên, 2.615 người của xã Thủy Sơn và 36,55 ha diện tích tự nhiên và 620 người của xã Thủy Đường cùng 2.138 người là cán bộ, công nhân viên.
Thị trấn Núi Đèo có 92,17 ha diện tích tự nhiên và 5.373 nhân khẩu.
Sau khi điều chỉnh địa giới hành chính, xã Thuỷ Đường có diện tích tự nhiên 608,39 ha và 7.416 nhân khẩu. Xã Thuỷ Sơn có diện tích tự nhiên 349,18 ha và 5.785 nhân khẩu.
Ngày 24 tháng 10 năm 2024, Ủy ban Thường vụ Quốc hội ban hành Nghị quyết số 1232/NQ-UBTVQH15 về việc sắp xếp đơn vị hành chính cấp huyện, cấp xã của thành phố Hải Phòng giai đoạn 2023 – 2025 (nghị quyết có hiệu lực từ ngày 1 tháng 1 năm 2025). Theo đó, thành lập phường Thủy Đường thuộc thành phố Thủy Nguyên trên cơ sở toàn bộ 1,03 km² diện tích tự nhiên, quy mô dân số là 6.827 người của thị trấn Núi Đèo; toàn bộ 3,65 km² diện tích tự nhiên, quy mô dân số là 15.074 người của xã Thủy Sơn và toàn bộ 5,19 km² diện tích tự nhiên, quy mô dân số là 15.730 người của xã Thủy Đường. 
Phường Thủy Đường thời điểm đó có 9,87 km² diện tích tự nhiên và quy mô dân số là 37.631 người.
Ngày 16 tháng 6 năm 2025, Ủy ban Thường vụ Quốc hội ban hành nghị quyết sắp xếp đơn vị hành chính cấp xã của thành phố Hải Phòng năm 2025. Theo đó, toàn bộ diện tích tự nhiên, quy mô dân số của phường Thủy Đường được sắp xếp với phường Dương Quan, một phần diện tích tự nhiên, quy mô dân số của các phường Hoa Động, An Lư,Thủy Hà thành phường mới có tên gọi là phường Thủy Nguyên.